# Église de Tsounda
L’église Saint-Jean-Baptiste de Tsounda (en géorgien : წუნდის წმინდა იოანე ნათლისმცემლის ეკლესია, ts'undis ts'minda ioane natlismtsemlis ek'lesia) est une église orthodoxe géorgienne du XIIe siècle situé en Samtskhé-Djavakhétie sur la rive droite dans la vallée de la Koura.

## Description
La petite église à une nef est juchée sur un rocher. Elle occupe une superficie de 13,6 x 6,8 m, l'encadrement de la porte ouest et des fenêtres est ornementé de pierres sculptées.